# Шрёдингер, Эрвин
Э́рвин Ру́дольф Йо́зеф Алекса́ндр Шрёдингер (нем. Erwin Rudolf Josef Alexander Schrödinger; МФА: [ˈɛrviːn ˈʃrøːdɪŋɐ]; 12 августа 1887, Вена — 4 января 1961, там же) — австрийский физик-теоретик, один из создателей квантовой механики. Лауреат Нобелевской премии по физике (1933). Член Австрийской академии наук (1956), а также ряда академий наук мира, в том числе иностранный член Академии наук СССР (1934).
Шрёдингеру принадлежит ряд фундаментальных результатов в области квантовой теории, которые легли в основу волновой механики: он сформулировал волновые уравнения (стационарное и зависящее от времени уравнения Шрёдингера), показал тождественность развитого им формализма и матричной механики, разработал волновомеханическую теорию возмущений, получил решения ряда конкретных задач. Шрёдингер предложил оригинальную трактовку физического смысла волновой функции; в последующие годы неоднократно подвергал критике общепринятую копенгагенскую интерпретацию квантовой механики (парадокс «кота Шрёдингера» и прочее). Кроме того, он является автором множества работ в различных областях физики: статистической механике и термодинамике, физике диэлектриков, теории цвета, электродинамике, общей теории относительности и космологии; он предпринял несколько попыток построения единой теории поля. В книге «Что такое жизнь?» Шрёдингер обратился к проблемам генетики, взглянув на феномен жизни с точки зрения физики. Он уделял большое внимание философским аспектам науки, античным и восточным философским концепциям, вопросам этики и религии.

## Биография

### Происхождение и образование (1887—1910)
Эрвин Шрёдингер был единственным ребёнком в обеспеченной и культурной венской семье. Его отец, Рудольф Шрёдингер, преуспевающий владелец фабрики по производству клеёнки и линолеума, отличался интересом к науке и длительное время занимал должность вице-президента Венского ботанико-зоологического общества. Мать Эрвина, Георгина Эмилия Бренда, была дочерью химика Александра Бауэра, лекции которого Рудольф Шрёдингер посещал во время учёбы в Императорско-королевской Венской высшей технической школе (нем. k. k. Technischen Hochschule). Обстановка в семье и общение с высокообразованными родителями способствовали формированию разнообразных интересов юного Эрвина. До одиннадцати лет он получал домашнее образование, а в 1898 году поступил в престижную Академическую гимназию (нем. Öffentliches Academisches Gymnasium), где изучались в основном гуманитарные предметы. Учёба давалась Шрёдингеру легко, в каждом классе он становился лучшим учеником. Много времени посвящал чтению, изучению иностранных языков. Его бабушка по материнской линии была англичанкой, поэтому он с раннего детства овладел этим языком. Любил посещать театр; особенно ему нравились пьесы Франца Грильпарцера, которые ставились в Бургтеатре.
Блестяще сдав выпускные экзамены в школе, Эрвин поступил в Венский университет осенью 1906 года, где выбрал для изучения курсы математики и физики. Большое влияние на формирование Шрёдингера как учёного оказал Франц Экснер, читавший лекции по физике и придававший особое значение методологическим и философским вопросам науки. Интерес к теоретическим проблемам физики возник у Эрвина после знакомства с Фридрихом Хазенёрлем, преемником Людвига Больцмана на кафедре теоретической физики. Именно от Хазенёрля будущий учёный узнал об актуальных научных проблемах и трудностях, возникающих в классической физике при попытке их решить. За время обучения в университете Шрёдингер в совершенстве овладел математическими методами физики, однако его диссертационная работа была экспериментальной. Она была посвящена изучению влияния влажности воздуха на электрические свойства ряда изоляционных материалов (стекло, эбонит, янтарь) и была выполнена под руководством Эгона Швейдлера в лаборатории Экснера. 20 мая 1910 года, после защиты диссертации и успешной сдачи устных экзаменов, Шрёдингеру была присуждена степень доктора философии.

### Начало научной карьеры (1911—1921)
В октябре 1911 года, после годичной службы в австрийской армии, Шрёдингер вернулся во Второй физический институт Венского университета в качестве ассистента Экснера. Он вёл занятия по физическому практикуму, а также участвовал в экспериментальных исследованиях, проводившихся в лаборатории Экснера. В 1913 году Шрёдингер подал ходатайство на получение звания приват-доцента, и, после прохождения соответствующих процедур (представление научной статьи, чтение «пробной лекции» и прочее), в начале 1914 года министерство утвердило его в этом звании (хабилитация). Первая мировая война на несколько лет отсрочила начало активной преподавательской деятельности Шрёдингера. Молодой физик был призван в армию и проходил службу в артиллерии на сравнительно спокойных участках австрийского Юго-Западного фронта: в Райбле (Raibl), Комароме, затем в Просекко (Prosecco) и в районе Триеста. В 1917 году он был назначен преподавателем метеорологии в офицерском училище в Винер-Нойштадте. Такой режим службы оставлял ему достаточно времени, чтобы читать специальную литературу и работать над научными проблемами.
В ноябре 1918 года Шрёдингер вернулся в Вену, и примерно в это время ему поступило предложение занять должность экстраординарного профессора теоретической физики в университете города Черновцы. Однако после распада Австро-Венгерской империи этот город оказался в другой стране, так что эта возможность была упущена. Тяжёлое экономическое положение страны, низкие зарплаты и банкротство семейного предприятия вынуждали его искать новое место работы, в том числе за рубежом. Подходящий случай представился осенью 1919 года, когда Макс Вин, возглавлявший Физический институт Йенского университета, пригласил Шрёдингера занять пост его ассистента и доцента кафедры теоретической физики. Австриец с радостью принял это предложение и в апреле 1920 года переехал в Йену (это случилось сразу после его свадьбы). В Йене Шрёдингер задержался только на четыре месяца: вскоре он перебрался в Штутгарт на должность экстраординарного профессора местной Высшей технической школы (ныне — Университет Штутгарта). Немаловажным фактором в условиях растущей инфляции было значительное увеличение жалования. Впрочем, совсем скоро ещё лучшие условия и должность профессора теоретической физики начали предлагать и другие учреждения — университеты Бреслау, Киля, Гамбурга и Вены. Шрёдингер выбрал первый и всего через семестр покинул Штутгарт. В Бреслау учёный читал лекции на протяжении летнего семестра, а по его окончании вновь сменил место работы, возглавив престижную кафедру теоретической физики Цюрихского университета.

### Цюрих — Берлин (1921—1933)
Шрёдингер перебрался в Цюрих летом 1921 года. Жизнь здесь была более устойчивой в материальном отношении, соседние горы предоставляли учёному, любившему альпинизм и лыжные походы, удобные возможности для отдыха, а общение с известными коллегами Петером Дебаем, Паулем Шеррером и Германом Вейлем, работавшими в соседнем Цюрихском политехникуме, создавало необходимую атмосферу для научного творчества. Время, проведённое в Цюрихе, было омрачено в 1921—1922 годах тяжёлой болезнью; Шрёдингеру был поставлен диагноз — туберкулёз лёгких, так что девять месяцев ему пришлось провести в курортном городке Ароза в Швейцарских Альпах. В творческом отношении цюрихские годы оказались наиболее плодотворными для Шрёдингера, написавшего здесь свои классические работы по волновой механике. Известно, что в преодолении математических затруднений большую помощь ему оказал Вейль.
Известность, которую принесли Шрёдингеру его новаторские работы, сделала его одним из основных кандидатов на престижный пост профессора теоретической физики Берлинского университета, освободившийся после ухода в отставку Макса Планка. После отказа Арнольда Зоммерфельда и преодоления сомнений, стоит ли покидать полюбившийся Цюрих, Шрёдингер принял это предложение и 1 октября 1927 года приступил к исполнению своих новых обязанностей. В Берлине австрийский физик нашёл друзей и единомышленников в лице Макса Планка, Альберта Эйнштейна, Макса фон Лауэ, разделявших его консервативные взгляды на квантовую механику и не признававших её копенгагенскую интерпретацию. В университете Шрёдингер читал лекции по различным разделам физики, вёл семинары, руководил физическим коллоквиумом, участвовал в проведении организационных мероприятий, однако в целом он стоял особняком, о чём свидетельствовало отсутствие учеников. Как отмечал Виктор Вайскопф, одно время работавший ассистентом Шрёдингера, последний «играл в университете роль аутсайдера».

### Оксфорд — Грац — Гент (1933—1939)
Время, проведённое в Берлине, было охарактеризовано Шрёдингером как «прекрасные годы, когда я учил и учился». Это время подошло к концу в 1933 году, после прихода к власти Гитлера. Летом этого года уже немолодой учёный, не желавший более оставаться под властью нового режима, решил ещё раз сменить обстановку. Несмотря на отрицательное отношение к нацизму, он никогда его открыто не выказывал и не желал вмешиваться в политику, а сохранить свою аполитичность в тогдашней Германии было практически невозможно. Сам Шрёдингер, объясняя причины своего отъезда, говорил: «Я терпеть не могу, когда меня донимают политикой». Британский физик Фредерик Линдеман (англ. Frederick Lindemann; впоследствии лорд Черуэлл), как раз в это время посетивший Германию, пригласил Шрёдингера в Оксфордский университет. Отправившись на летний отдых в Южный Тироль, учёный уже не вернулся в Берлин и в октябре 1933 года вместе с женой прибыл в Оксфорд. Вскоре после приезда он узнал, что ему присуждена Нобелевская премия по физике (совместно с Полем Дираком) «за открытие новых плодотворных форм атомной теории». В автобиографии, написанной по этому случаю, Шрёдингер дал следующую оценку своему стилю мышления:

В моих научных работах, как и вообще в жизни, я никогда не придерживался какой-либо генеральной линии, не следовал руководящей программе, рассчитанной на длительные сроки. Хотя я очень плохо умею работать в коллективе, в том числе, к сожалению, и с учениками, тем не менее моя работа никогда не была совершенно самостоятельной, поскольку мой интерес к какому-либо вопросу всегда зависит от интереса, проявляемого к этому же вопросу другими. Я редко говорю первое слово, но часто второе, так как побудительным фактором для него обычно оказывается желание возразить или исправить…
— Автобиография Э. Шрёдингера // Э. Шрёдингер. Избранные труды по квантовой механике. — М.: Наука, 1976. — С. 345.
В Оксфорде Шрёдингер стал членом колледжа Магдалины (англ. Magdalen College), не имея преподавательских обязанностей и, наряду с другими эмигрантами, получая финансирование от компании Imperial Chemical Industry. Однако ему так и не удалось освоиться в специфической обстановке одного из старейших университетов Англии. Одной из причин этого было отсутствие в Оксфорде, ориентированном в основном на преподавание традиционных гуманитарных и теологических дисциплин, всякого интереса к современной теоретической физике, что заставляло учёного чувствовать незаслуженность своего высокого положения и большого жалования, которое он порой называл своего рода милостыней. Другим аспектом дискомфорта, который испытывал Шрёдингер в Оксфордском университете, были особенности общественной жизни, полные условностей и формальностей, которые, по его признанию, сковывали его свободу. Ситуация осложнялась необычным характером его личной и семейной жизни, вызвавшей настоящий скандал в клерикальных кругах Оксфорда. В частности, Шрёдингер вступил в острый конфликт с профессором английского языка и литературы Клайвом Льюисом. Все эти проблемы, а также сворачивание в начале 1936 года программы финансирования учёных-эмигрантов вынудили Шрёдингера рассмотреть варианты продолжения карьеры вне Оксфорда. После посещения Эдинбурга, осенью 1936 года он принял предложение вернуться на родину и занять пост профессора теоретической физики в Грацском университете.
Пребывание Шрёдингера в Австрии не затянулось: уже в марте 1938 года состоялся аншлюс страны, в результате которого она вошла в состав нацистской Германии. По совету ректора университета учёный написал «письмо примирения» с новой властью, которое было опубликовано 30 марта в грацской газете Tagespost и вызвало негативную реакцию эмигрировавших коллег. Впрочем, эти меры не помогли: учёный был уволен со своей должности по причине политической неблагонадёжности; официальное уведомление было получено им в августе 1938 года. Понимая, что выезд из страны вскоре может оказаться невозможным, Шрёдингер поспешно покинул Австрию и направился в Рим (фашистская Италия в то время была единственной страной, для проезда в которую не требовалась виза). К этому времени у него установилась связь с премьер-министром Ирландии Имоном де Валера, математиком по образованию, задумавшим организовать в Дублине аналог Принстонского института высших исследований. Де Валера, находившийся тогда в Женеве в качестве президента Ассамблеи Лиги Наций, выхлопотал для Шрёдингера и его жены транзитную визу для проезда по Европе. Осенью 1938 года, после короткой остановки в Швейцарии, они прибыли в Оксфорд. Пока шла организация института в Дублине, учёный согласился занять временную позицию в бельгийском Генте, оплачиваемую из средств Фонда Франки (англ. Fondation Francqui). Здесь его и застало начало Второй мировой войны. Благодаря вмешательству де Валера Шрёдингер, считавшийся после аншлюса гражданином Германии (а значит, вражеского государства), получил возможность проехать через Англию и 7 октября 1939 года прибыл в столицу Ирландии.

### Дублин — Вена (1939—1961)
Законодательный акт об организации Дублинского института высших исследований (англ. Dublin Institute for Advanced Studies) был принят ирландским парламентом в июне 1940 года. Шрёдингер, который стал первым профессором одного из двух первоначальных отделений института — Отделения теоретической физики (School of Theoretical Physics), был назначен также и первым директором (chairman) этого учреждения. Появившиеся позже другие сотрудники института, среди которых были как уже известные учёные Вальтер Гайтлер, Лайош Яноши и Корнелий Ланцош, так и множество молодых физиков, имели возможность полностью сконцентрироваться на исследовательской работе. Шрёдингер организовал постоянный семинар, читал лекции в Дублинском университете, инициировал проведение при институте ежегодных летних школ, посещавшихся ведущими физиками Европы. В годы, проведённые в Ирландии, его основными научными интересами стали теория гравитации и вопросы, лежащие на стыке физики и биологии. Он работал в должности директора Отделения теоретической физики в 1940—1945 и с 1949 по 1956 год, когда принял решение вернуться на родину.
Хотя после окончания войны Шрёдингер неоднократно получал предложения переехать в Австрию или Германию, он отклонял эти приглашения, не желая покидать насиженное место. Только после подписания Австрийского государственного договора и вывода из страны войск союзников он дал согласие вернуться на родину. В начале 1956 года президент Австрии утвердил постановление о предоставлении учёному персональной должности профессора теоретической физики Венского университета. В апреле того же года Шрёдингер вернулся в Вену и торжественно вступил в должность, прочитав лекцию в присутствии ряда знаменитостей, в том числе президента республики. Он был благодарен австрийскому правительству, которое организовало его возвращение туда, где начиналась его карьера. Спустя два года часто болевший учёный окончательно покинул университет, уйдя в отставку. Последние годы жизни он провёл в основном в тирольской деревне Альпбах. Шрёдингер скончался в результате обострения туберкулёза в одной из венских больниц 4 января 1961 года и был похоронен в Альпбахе.

### Личная жизнь и увлечения
С весны 1920 года Шрёдингер был женат на Аннемари Бертель (Annemarie Bertel) из Зальцбурга, с которой он познакомился летом 1913 года в Зеехаме, во время проведения опытов по атмосферному электричеству. Этот брак продержался до конца жизни учёного, несмотря на регулярные романы супругов «на стороне». Так, среди любовников Аннемари были коллеги её мужа Пауль Эвальд и Герман Вейль. Шрёдингер, в свою очередь, имел многочисленные романы с молодыми женщинами, из которых две были ещё подростками (с одной из них он зимой 1925 года провёл в Арозе каникулы, в течение которых интенсивно работал над созданием волновой механики). Хотя у Эрвина и Аннемари не было детей, известно о нескольких внебрачных детях Шрёдингера. Мать одного из них, Хильде Марх (Hilde March), супруга Артура Марха (нем. Arthur March), одного из австрийских друзей учёного, стала для Шрёдингера «второй женой». В 1933 году, покидая Германию, он смог договориться о финансировании в Оксфорде не только для себя, но и для Мархов; весной 1934 года Хильде родила от Шрёдингера дочь, Рут Георгину (Ruth Georgine March). В следующем году Мархи вернулись в Инсбрук. Столь свободный образ жизни шокировал пуританских обитателей Оксфорда, что было одной из причин дискомфорта, который испытывал там Шрёдингер. Ещё двое внебрачных детей у него родились за время пребывания в Дублине. Начиная с 1940-х годов Аннемари регулярно подвергалась госпитализации в связи с приступами депрессии.
Биографы и современники не раз отмечали разносторонность интересов Шрёдингера, его глубокие познания в философии и истории. Он владел шестью иностранными языками (помимо «гимназических» древнегреческого и латыни, это английский, французский, испанский и итальянский), читал классические произведения в оригинале и занимался их переводом, писал стихи (в 1949 году был выпущен сборник), увлекался скульптурой.
Шрёдингер вёл записи о своих сексуальных связях, включая детей, над которыми он сексуально надругался, в дневнике, который он назвал «Эфемериды», в котором он заявил о «пристрастии к девочкам-подросткам на том основании, что их невинность идеально соответствовала его природному гению»

## Научная деятельность

### Ранние и экспериментальные работы
В начале своей научной карьеры Шрёдингер много занимался теоретическими и экспериментальными исследованиями, которые находились в русле интересов его учителя Франца Экснера, — электротехникой, атмосферным электричеством и радиоактивностью, изучением свойств диэлектриков. Одновременно молодой учёный активно изучал чисто теоретические вопросы классической механики, теории колебаний, теории броуновского движения, математической статистики. В 1912 году по просьбе составителей «Справочника по электричеству и магнетизму» (Handbuch der Elektrizität und des Magnetismus) он написал большую обзорную статью «Диэлектрики», что было свидетельством признания его работ в научном мире. В том же году Шрёдингер дал теоретическую оценку вероятного высотного распределения радиоактивных веществ, которое требуется для объяснения наблюдаемой радиоактивности атмосферы, а в августе 1913 года в Зеехаме провёл соответствующие экспериментальные измерения, подтвердив некоторые выводы Виктора Франца Гесса о недостаточной величине концентрации продуктов распада для объяснения измеренной ионизации атмосферы. За эту работу Шрёдингер был награждён в 1920 году премией Хайтингера (Haitinger-Preis) Австрийской академии наук. Другими экспериментальными исследованиями, проведёнными молодым учёным в 1914 году, были проверка формулы для капиллярного давления в газовых пузырьках и изучение свойств мягкого бета-излучения, появляющегося при падении гамма-лучей на поверхность металла. Последнюю работу он выполнял совместно со своим другом экспериментатором Фрицем Кольраушем (нем. Karl Wilhelm Friedrich Kohlrausch). В 1919 году Шрёдингер выполнил свой последний физический эксперимент (изучение когерентности лучей, испускаемых под большим углом друг к другу) и в дальнейшем сосредоточился на теоретических исследованиях.

### Учение о цвете
Особое внимание в лаборатории Экснера уделяли учению о цвете, продолжению и развитию работ Томаса Юнга, Джеймса Клерка Максвелла и Германа Гельмгольца в этой области. Шрёдингер занимался теоретической стороной вопроса, сделав важный вклад в цветометрию. Результаты проведённой работы были изложены в большой статье, опубликованной в журнале Annalen der Physik в 1920 году. За основу учёный взял не плоский цветовой треугольник, а трёхмерное цветовое пространство, базисными векторами которого являются три основных цвета. Чистые спектральные цвета располагаются на поверхности некоторой фигуры (цветового конуса), тогда как её объём занимают смешанные цвета (например, белый). Каждому конкретному цвету соответствует свой радиус-вектор в этом цветовом пространстве. Следующим шагом в направлении так называемой высшей цветометрии было строгое определение ряда количественных характеристик (таких, как яркость), чтобы иметь возможность объективно сравнивать их относительные величины для разных цветов. Для этого Шрёдингер, следуя идее Гельмгольца, ввёл в трёхмерное цветовое пространство законы римановой геометрии, причём кратчайшее расстояние между двумя данными точками такого пространства (по геодезической линии) должно служить количественной величиной отличия двух цветов. Далее он предложил конкретную метрику цветового пространства, которая позволяла вычислять яркость цветов в согласии с законом Вебера — Фехнера.
В последующие годы Шрёдингер посвятил несколько работ физиологическим особенностям зрения (в частности цвету звёзд, наблюдаемых ночью), а также написал большой обзор по зрительному восприятию для очередного издания популярного учебника Мюллера — Пулье (Müller—Pouillet Lehrbuch der Physik). В другой статье он рассмотрел эволюцию цветного зрения, попытавшись связать чувствительность глаза к свету разной длины волны со спектральным составом солнечного излучения. При этом он считал, что нечувствительные к цветам палочки (рецепторы сетчатки, ответственные за ночное зрение) возникли на гораздо более ранних стадиях эволюции (возможно, ещё у древних существ, которые вели подводный образ жизни), чем колбочки. Эти эволюционные изменения, по его утверждению, можно проследить в строении глаза. Благодаря своим работам к середине 1920-х годов Шрёдингер приобрёл репутацию одного из ведущих специалистов по теории цвета, однако, начиная с этого времени, его внимание было полностью поглощено совсем другими проблемами, и в последующие годы он больше не возвращался к этой тематике.

### Статистическая физика
Шрёдингер, получивший образование в Венском университете, испытал большое влияние со стороны своего знаменитого соотечественника Людвига Больцмана, его работ и методов. Уже в одной из своих первых статей (1912) он применил методы кинетической теории для описания диамагнитных свойств металлов. Хотя эти результаты имели лишь ограниченный успех и в целом не могли быть верными в отсутствие правильной квантовой статистики для электронов, вскоре Шрёдингер решил применить больцмановский подход к более сложной задаче — к построению кинетической теории твёрдого тела и, в частности, к описанию процессов кристаллизации и плавления. Отталкиваясь от последних результатов Петера Дебая, австрийский физик обобщил уравнение состояния для жидкости и интерпретировал имеющийся в нём параметр (критическую температуру) как температуру плавления. После открытия в 1912 году дифракции рентгеновских лучей возникла проблема теоретического описания этого явления и, в частности, учёта влияния теплового движения атомов на структуру наблюдаемых интерференционных картин. В статье, вышедшей в 1914 году, Шрёдингер (независимо от Дебая) рассмотрел эту задачу в рамках модели динамических решёток Борна — фон Кармана и получил температурную зависимость для распределения интенсивности рентгеновских лучей по углам. Эта зависимость была вскоре подтверждена экспериментально. Эти и другие ранние работы Шрёдингера представляли для него интерес также с точки зрения утверждения атомистического строения вещества и дальнейшего развития кинетической теории, которая, по его мнению, должна была в будущем окончательно вытеснить модели непрерывных сред.
Во время военной службы Шрёдингер изучил проблему термодинамических флуктуаций и связанных с ними явлений, уделив особое внимание работам Мариана Смолуховского. После окончания войны статистическая физика становится одной из основных тем в творчестве Шрёдингера, ей посвящено наибольшее количество работ, написанных им в первой половине 1920-х годов. Так, в 1921 году он высказал аргументы в пользу различия изотопов одного и того же элемента с термодинамической точки зрения (так называемый парадокс Гиббса), хотя они могут быть практически неразличимы химически. В ряде статей Шрёдингер уточнял или прояснял конкретные результаты, полученные его коллегами по различным вопросам статистической физики (удельная теплоёмкость твёрдых тел, тепловое равновесие между светом и звуковыми волнами и так далее). В некоторых из этих работ использовались соображения квантового характера, например, в статье об удельной теплоёмкости молекулярного водорода или в публикациях по квантовой теории идеального (вырожденного) газа. Эти работы предшествовали появлению летом 1924 года работ Шатьендраната Бозе и Альберта Эйнштейна, заложивших основы новой квантовой статистики (статистики Бозе — Эйнштейна) и применивших её к развитию квантовой теории идеального одноатомного газа. Шрёдингер подключился к изучению деталей этой новой теории, обсудив в её свете вопрос об определении энтропии газа. Осенью 1925 года, пользуясь новым определением энтропии Макса Планка, он вывел выражения для квантованных уровней энергии газа как целого, а не отдельных его молекул. Работа над этой тематикой, общение с Планком и Эйнштейном, а также знакомство с новой идеей Луи де Бройля о волновых свойствах вещества явились предпосылками дальнейших исследований, приведших к созданию волновой механики. В непосредственно предшествовавшей этому работе «К эйнштейновской теории газа» Шрёдингер показал важность концепции де Бройля для понимания статистики Бозе — Эйнштейна.
В последующие годы в своих трудах Шрёдингер регулярно возвращался к вопросам статистической механики и термодинамики. В дублинский период своей жизни он написал несколько работ по основам теории вероятностей, булевой алгебре, применению статистических методов к анализу отсчётов детекторов космических лучей. В книге «Статистическая термодинамика» (1946), написанной на основе прочитанного им курса лекций, учёный детально рассмотрел некоторые фундаментальные проблемы, которым зачастую уделялось недостаточно внимания в обычных учебниках (трудности определения энтропии, бозе-конденсация и вырождение, энергия нулевых колебаний в кристаллах и электромагнитном излучении и так далее). Несколько статей Шрёдингер посвятил природе второго начала термодинамики, обратимости физических законов во времени, направление которого он связывал с возрастанием энтропии (в своих философских сочинениях он указывал, что, возможно, ощущение времени обусловлено самим фактом существования человеческого сознания).

### Квантовая механика

#### Старая квантовая теория
Уже в первые годы своей научной карьеры Шрёдингер познакомился с идеями квантовой теории, развивавшейся в работах Макса Планка, Альберта Эйнштейна, Нильса Бора, Арнольда Зоммерфельда и других учёных. Этому знакомству способствовала работа над некоторыми проблемами статистической физики, однако австрийский учёный был в то время ещё не готов расстаться с традиционными методами классической физики. Несмотря на признание Шрёдингером успехов квантовой теории, его отношение к ней было неоднозначным, и он старался по возможности не использовать новые подходы со всеми их неясностями. Значительно позже, уже после создания квантовой механики, он говорил, вспоминая это время:

Старый венский институт Людвига Больцмана… дал мне возможность проникнуться идеями этого могучего ума. Круг этих идей стал для меня как бы первой любовью в науке, ничто другое меня так не захватывало и, пожалуй, никогда уже не захватит. К современной теории атома я приближался очень медленно. Её внутренние противоречия звучат, как пронзительные диссонансы, по сравнению с чистой, неумолимо ясной последовательностью мысли Больцмана. Было время, когда я прямо-таки готов был обратиться в бегство, однако, побуждаемый Экснером и Кольраушем, нашёл спасение в учении о цвете.
— Вступительная речь Э. Шрёдингера в Прусской Академии наук // Э. Шрёдингер. Избранные труды по квантовой механике. — М.: Наука, 1976. — С. 339.
Первые публикации Шрёдингера по атомной теории и теории спектров начали появляться лишь с начала 1920-х годов, после его личного знакомства с Арнольдом Зоммерфельдом и Вольфгангом Паули и переезда на работу в Германию, которая была центром развития новой физики. В январе 1921 года Шрёдингер закончил свою первую статью по этой тематике, рассмотрев в рамках теории Бора — Зоммерфельда влияние взаимодействия электронов на некоторые особенности спектров щелочных металлов. Особый интерес для него представляло введение релятивистских соображений в квантовую теорию. Осенью 1922 года он проанализировал электронные орбиты в атоме с геометрической точки зрения, воспользовавшись методами известного математика Германа Вейля. Эта работа, в которой было показано, что квантовым орбитам можно сопоставить определённые геометрические свойства, стала важным шагом, предугадавшим некоторые особенности волновой механики. Ранее в том же году Шрёдингер получил формулу релятивистского эффекта Доплера для спектральных линий, исходя из гипотезы световых квантов и соображений сохранения энергии и импульса. Впрочем, он испытывал большие сомнения в справедливости последних соображений в микромире. Ему была близка идея его учителя Экснера о статистическом характере законов сохранения, поэтому он с энтузиазмом воспринял появление весной 1924 года статьи Бора, Крамерса и Слэтера, в которой предполагалась возможность нарушения этих законов в индивидуальных атомных процессах (например, в процессах испускания излучения). Несмотря на то, что вскоре эксперименты Ханса Гейгера и Вальтера Боте показали несовместимость этого предположения с опытом, идея энергии как статистической концепции привлекала Шрёдингера на протяжении всей жизни и обсуждалась им в некоторых докладах и публикациях.

#### Создание волновой механики
Непосредственным толчком к началу разработки волновой механики стало знакомство Шрёдингера в начале ноября 1925 года с диссертацией Луи де Бройля, содержащей идею о волновых свойствах вещества, а также со статьёй Эйнштейна по квантовой теории газов, в которой цитировалась работа французского учёного. Успех деятельности Шрёдингера в этом направлении был обеспечен владением соответствующим математическим аппаратом, в частности методикой решения задач на собственные значения. Шрёдингер предпринял попытку обобщить волны де Бройля на случай взаимодействующих частиц, учитывая, как и французский учёный, релятивистские эффекты. Через некоторое время ему удалось представить энергетические уровни в качестве собственных значений некоторого оператора. Однако проверка для случая простейшего атома — атома водорода — оказалась разочаровывающей: результаты расчёта не совпадали с экспериментальными данными. Объяснялось это тем, что фактически Шрёдингер получил релятивистское уравнение, известное ныне как уравнение Клейна — Гордона, которое справедливо лишь для частиц с нулевым спином (спин в то время ещё не был известен). После этой неудачи учёный оставил эту работу и вернулся к ней лишь через некоторое время, обнаружив, что его подход даёт удовлетворительные результаты в нерелятивистском приближении.
В первой половине 1926 года редакция журнала Annalen der Physik получила четыре части знаменитой работы Шрёдингера «Квантование как задача о собственных значениях». В первой части (получена редакцией 27 января 1926 года), отталкиваясь от оптико-механической аналогии Гамильтона, автор вывел волновое уравнение, известное ныне как не зависящее от времени (стационарное) уравнение Шрёдингера, и применил его к нахождению дискретных энергетических уровней атома водорода. Основным преимуществом своего подхода учёный считал то, что «квантовые правила уже не содержат загадочного „требования целочисленности“: оно теперь прослеживается, так сказать, на шаг глубже и находит обоснование в ограниченности и однозначности некоторой пространственной функции». Эта функция, получившая впоследствии название волновой функции, была формально введена как величина, логарифмически связанная с действием системы. Во втором сообщении (получено 23 февраля 1926 года) Шрёдингер обратился к общим идеям, лежащим в основе его методики. Развивая оптико-механическую аналогию, он обобщил волновое уравнение и пришёл к выводу о равенстве скорости частицы групповой скорости волнового пакета. По мнению учёного, в общем случае «следует изображать многообразие возможных процессов, исходя из волнового уравнения, а не из основных уравнений механики, которые для объяснения сущности микроструктуры механического движения столь же непригодны, как и геометрическая оптика для объяснения дифракции». В заключение Шрёдингер использовал свою теорию для решения некоторых конкретных задач, в частности задачи о гармоническом осцилляторе, получив решение, согласующееся с результатами матричной механики Гейзенберга.
Во введении к третьей части статьи (получена 10 мая 1926 года) впервые появился термин «волновая механика» (Wellenmechanik) для обозначения развитого Шрёдингером подхода. Обобщая метод, разработанный лордом Рэлеем в теории акустических колебаний, австрийский учёный разработал способ получения в рамках своей теории приближённых решений сложных задач, известный как теория возмущений, не зависящих от времени. Этот метод был применён им к описанию эффекта Штарка для атома водорода и дал хорошее согласие с экспериментальными данными. В четвёртом сообщении (получено 21 июня 1926 года) учёный сформулировал уравнение, позже названное нестационарным (временны́м) уравнением Шрёдингера, и использовал его для развития теории зависящих от времени возмущений. В качестве примера он рассмотрел проблему дисперсии и обсудил связанные с ней вопросы, в частности в случае периодического во времени потенциала возмущения он пришёл к выводу о наличии во вторичном излучении комбинационных частот. В этой же работе было представлено релятивистское обобщение основного уравнения теории, которое было получено Шрёдингером ещё на начальном этапе работы (уравнение Клейна — Гордона).

#### Связь с матричной механикой
Работа Шрёдингера сразу же после своего появления привлекла внимание ведущих физиков мира и была с восторгом встречена такими учёными, как Эйнштейн, Планк и Зоммерфельд. Казалось неожиданным, что описание при помощи непрерывных дифференциальных уравнений давало те же результаты, что и матричная механика с её непривычным и сложным алгебраическим формализмом и опорой на известную из опыта дискретность спектральных линий. Волновая механика, близкая по духу классической механике сплошных сред, многим учёным казалась предпочтительной. В частности, сам Шрёдингер критически отзывался о матричной теории Гейзенберга: «Конечно, я знал о его теории, однако меня отпугивали, если не сказать отталкивали, казавшиеся мне очень трудными методы трансцендентной алгебры и отсутствие всякой наглядности». Тем не менее, Шрёдингер был убеждён в формальной эквивалентности формализмов волновой и матричной механики. Доказательство этой эквивалентности было дано им в статье «Об отношении квантовой механики Гейзенберга — Борна — Йордана к моей», полученной редакцией Annalen der Physik 18 марта 1926 года. Он показал, что любое уравнение волновой механики можно представить в матричной форме и, наоборот, от заданных матриц можно перейти к волновым функциям. Независимо связь между двумя формами квантовой механики была установлена Карлом Эккартом и Вольфгангом Паули.
Значение волновой механики Шрёдингера было сразу же осознано научным сообществом, и уже в первые месяцы после появления основополагающих работ в различных университетах Европы и Америки развернулась деятельность по изучению и применению новой теории к различным частным задачам. Пропаганде идей волновой механики способствовали выступления Шрёдингера на заседаниях Немецкого физического общества в Берлине и Мюнхене летом 1926 года, а также обширное турне по Америке, предпринятое им в декабре 1926 — апреле 1927 года. В ходе этой поездки он прочитал 57 лекций в различных научных учреждениях США.

#### Интерпретация волновой функции
Вскоре после появления фундаментальных статей Шрёдингера изложенный в них удобный и последовательный формализм начал широко использоваться для решения самых разнообразных задач квантовой теории. Однако сам формализм в то время ещё не был достаточно ясен. Одним из главных вопросов, поставленных основополагающей работой Шрёдингера, был вопрос о том, что же колеблется в атоме, то есть проблема смысла и свойств волновой функции. В первой части своей статьи он полагал её вещественной, однозначной и всюду дважды дифференцируемой функцией, однако в последней части допустил для неё возможность комплексных значений. При этом квадрат модуля этой функции он трактовал как меру распределения плотности электрического заряда в конфигурационном пространстве. Учёный полагал, что теперь частицы можно наглядно представлять как волновые пакеты, должным образом составленные из набора собственных функций, и, таким образом, полностью отказаться от корпускулярных представлений. Невозможность такого объяснения стала ясна очень скоро: в общем случае волновые пакеты неизбежно расплываются, что находится в противоречии с явно корпускулярным поведением частиц в экспериментах по рассеянию электронов. Решение проблемы было дано Максом Борном, предложившим вероятностную интерпретацию волновой функции.
Для Шрёдингера такая статистическая интерпретация, противоречившая его представлениям о реальных квантовомеханических волнах, была абсолютно неприемлема, ибо оставляла в силе квантовые скачки и прочие элементы прерывности, от которых он хотел избавиться. Наиболее ярко неприятие учёным новой трактовки его результатов проявилось в дискуссиях с Нильсом Бором, имевших место в октябре 1926 года во время посещения Шрёдингером Копенгагена. Вернер Гейзенберг, свидетель этих событий, впоследствии писал:

Дискуссия между Бором и Шрёдингером началась уже на вокзале в Копенгагене и продолжалась ежедневно с раннего утра до поздней ночи. Шрёдингер остановился в доме Бора, так что уже по чисто внешним обстоятельствам в споре не могло быть никакого перерыва… Через несколько дней Шрёдингер заболел, вероятно, из-за крайнего перенапряжения; жар и простуда заставили его слечь в постель. Фрау Бор ухаживала за ним, приносила чай и сладости, но Нильс Бор сидел на краешке кровати и внушал Шрёдингеру: «Вы всё-таки должны понять, что…»… К подлинному взаимопониманию и нельзя было тогда прийти, поскольку ни одна из сторон не могла предложить полной и цельной интерпретации квантовой механики.
— В. Гейзенберг. Часть и целое. — М.: Наука, 1989. — С. 201—203.
Такая интерпретация, в основу которой легли борновская вероятностная трактовка волновой функции, принцип неопределённости Гейзенберга и принцип дополнительности Бора, была сформулирована в 1927 году и получила известность под названием копенгагенской интерпретации. Однако Шрёдингер так и не смог её принять и до конца жизни отстаивал необходимость наглядного представления волновой механики. Впрочем, по результатам визита в Копенгаген он отмечал, что, несмотря на все научные разногласия, «взаимоотношения с Бором [с которым он не был знаком ранее] и особенно с Гейзенбергом… были абсолютно, безоблачно дружескими и сердечными».

#### Применения квантовой механики
После завершения формализма волновой механики Шрёдингер смог получить с его помощью ряд важных результатов частного характера. Уже к концу 1926 года он использовал свою методику для наглядного описания эффекта Комптона, а также предпринял попытку объединения квантовой механики и электродинамики. Отталкиваясь от уравнения Клейна — Гордона, Шрёдингер получил выражение для тензора энергии-импульса и соответствующий закон сохранения для объединённых волн материи и электромагнитных волн. Однако эти результаты, как и исходное уравнение, оказались неприменимы к электрону, так как не давали возможности учесть его спин (это позже было сделано Полем Дираком, получившим своё знаменитое уравнение). Лишь много лет спустя стало ясно, что полученные Шрёдингером результаты справедливы для частиц с нулевым спином, например мезонов. В 1930 году он получил обобщённое выражение соотношения неопределённостей Гейзенберга для любой пары физических величин (наблюдаемых). В том же году он впервые проинтегрировал уравнение Дирака для свободного электрона, придя к выводу о том, что его движение описывается суммой прямолинейного равномерного движения и высокочастотного дрожательного движения малой амплитуды. Это явление объясняется интерференцией частей соответствующего электрону волнового пакета, относящихся к положительным и отрицательным энергиям. В 1940—1941 годах Шрёдингер детально разработал в рамках волновой механики (то есть представления Шрёдингера) метод факторизации для решения задач на собственные значения. Суть этого подхода состоит в представлении гамильтониана системы в виде произведения двух операторов.

#### Критика копенгагенской интерпретации
К критике различных аспектов копенгагенской интерпретации Шрёдингер не раз возвращался с конца 1920-х годов, обсуждал эти проблемы с Эйнштейном, с которым они были в то время коллегами по Берлинскому университету. Их общение на эту тему продолжилось в последующие годы при помощи переписки, которая активизировалась в 1935 году после выхода знаменитой статьи Эйнштейна — Подольского — Розена (ЭПР) о неполноте квантовой механики. В одном из писем Эйнштейну (от 19 августа 1935 года), а также в статье, отосланной 12 августа в журнал Naturwissenschaften, был впервые представлен мысленный эксперимент, который получил известность как парадокс «кота Шрёдингера». Суть этого парадокса, согласно Шрёдингеру, состояла в том, что неопределённость на атомном уровне способна привести к неопределённости в макроскопическом масштабе («смесь» живого и мёртвого кота). Это не соответствует требованию определённости состояний макрообъектов независимо от их наблюдения и, следовательно, «препятствует нам принять таким наивным образом „модель размытости“ [то есть стандартную интерпретацию квантовой механики] в качестве картины реальности». Эйнштейн видел в этом мысленном эксперименте указание на то, что волновая функция имеет отношение к описанию статистического ансамбля систем, а не отдельной микросистемы. Шрёдингер не соглашался, считая волновую функцию имеющей непосредственное отношение к реальности, а не к её статистическому описанию. В той же статье он подверг анализу и другие аспекты квантовой теории (например, проблему измерения) и пришёл к выводу, что квантовая механика «пока всего лишь удобный трюк, который, однако, приобрёл… чрезвычайно большое влияние на наши фундаментальные взгляды на природу». Дальнейшие размышления над ЭПР-парадоксом привели Шрёдингера к сложной проблеме квантовой запутанности (нем. Verschränkung, англ. Entanglement). Ему удалось доказать общую математическую теорему, что после разделения системы на части их общая волновая функция не является простым произведением функций отдельных подсистем. По мнению Шрёдингера, такое поведение квантовых систем является существенным недостатком теории и поводом для её улучшения. Хотя аргументы Эйнштейна и Шрёдингера не смогли поколебать позиции сторонников стандартной интерпретации квантовой механики, представленных прежде всего Бором и Гейзенбергом, они стимулировали прояснение некоторых принципиально важных её аспектов и даже привели к обсуждению философской проблемы физической реальности.
В 1927 году Шрёдингер предложил так называемую резонансную концепцию квантовых взаимодействий, основанную на гипотезе о непрерывном обмене энергией между квантовыми системами с близкими собственными частотами. Однако эта идея, несмотря на все надежды автора, не могла заменить представления о стационарных состояниях и квантовых переходах. В 1952 году в статье «Существуют ли квантовые скачки?» он вернулся к резонансной концепции, подвергнув критике вероятностную интерпретацию. В подробном ответе на замечания, содержавшиеся в этой работе, Макс Борн пришёл к следующему выводу:

…я хотел бы сказать, что считаю волновую механику Шрёдингера одним из самых замечательных достижений за всю историю теоретической физики… Я далёк от того, чтобы сказать, что известная сегодня интерпретация совершенна и окончательна. Я приветствую нападение Шрёдингера на удовлетворённое равнодушие многих физиков, которые принимают современную интерпретацию просто потому, что она работает, не беспокоясь о точности обоснований. Однако я не думаю, что статья Шрёдингера внесла положительный вклад в решение философских трудностей.
— М. Борн. Интерпретация квантовой механики // М. Борн. Физика в жизни моего поколения. — М.: Изд-во иностр. лит-ры, 1963. — С. 255, 265.

### Электромагнетизм и общая теория относительности
Шрёдингер познакомился с работами Эйнштейна по общей теории относительности (ОТО) в Италии, на берегу Триестского залива, где располагалась его воинская часть во время Первой мировой войны. Он детально разобрался в математическом формализме (тензорное исчисление) и физическом смысле новой теории и уже в 1918 году опубликовал две небольшие работы с собственными результатами, в частности приняв участие в дискуссии об энергии гравитационного поля в рамках ОТО. Учёный вернулся к общерелятивистской тематике лишь в начале 1930-х годов, когда сделал попытку рассмотреть поведение волн материи в искривлённом пространстве-времени. Наиболее плодотворный для Шрёдингера период занятий вопросами гравитации пришёлся на время работы в Дублине. В частности, он получил ряд конкретных результатов в рамках космологической модели де Ситтера, в том числе указал на процессы рождения вещества в такой модели расширяющейся Вселенной. В 1950-е годы он написал две книги по вопросам ОТО и космологии — «Пространственно-временная структура» (1950) и «Расширяющиеся Вселенные» (1956).
Другим направлением работы Шрёдингера были попытки создания единой теории поля путём объединения теории гравитации и электродинамики. Этой деятельности непосредственно предшествовало, начиная с 1935 года, изучение австрийским учёным возможности нелинейного обобщения уравнений Максвелла. Целью этого обобщения, впервые предпринятого Густавом Ми (1912), а затем Максом Борном и Леопольдом Инфельдом (1934), было ограничение величины электромагнитного поля на малых расстояниях, что должно было обеспечить конечное значение собственной энергии заряженных частиц. Электрический заряд в рамках такого подхода трактуется как внутреннее свойство электромагнитного поля. С 1943 года Шрёдингер продолжил попытки Вейля, Эйнштейна и Артура Эддингтона вывести единое полевое уравнение из принципа наименьшего действия путём правильного выбора вида лагранжиана в рамках аффинной геометрии. Ограничиваясь, как и его предшественники, чисто классическим рассмотрением, Шрёдингер предложил ввести третье поле, которое должно было скомпенсировать трудности объединения тяготения и электромагнетизма, представленного в форме Борна — Инфельда. Это третье поле он связывал с ядерными силами, переносчиком которых в то время считались гипотетические мезоны. В частности, введение в теорию третьего поля позволяло сохранить её калибровочную инвариантность. В 1947 году Шрёдингер предпринял другую попытку объединить электромагнитное и гравитационное поля, подобрав новую форму лагранжиана и выведя новые полевые уравнения. Эти уравнения содержали связь между электромагнетизмом и тяготением, которая, по мысли учёного, могла быть ответственна за генерацию магнитных полей вращающимися массами, например, Солнцем или Землёй. Проблема, однако, состояла в том, что уравнения не позволяли вернуться к чистому электромагнитному полю при «выключении» тяготения. Несмотря на большие усилия, многочисленные проблемы, стоявшие перед теорией, так и не удалось решить. Шрёдингер, как и Эйнштейн, не преуспел в создании единой теории поля путём геометризации классических полей и к середине 1950-х годов отошёл от этой деятельности. По словам Отто Хитмайра (Otto Hittmair), одного из дублинских сотрудников Шрёдингера, «большие надежды сменились отчётливым разочарованием в этот период жизни великого учёного».

### «Что такое жизнь?»
Создание квантовой механики позволило заложить надёжные теоретические основы химии, с помощью которых было получено современное объяснение природы химической связи. Развитие химии, в свою очередь, оказало глубокое влияние на формирование молекулярной биологии. Знаменитый учёный Лайнус Полинг писал в связи с этим:

На мой взгляд, будет справедливо сказать, что Шрёдингер, сформулировав своё волновое уравнение, несёт основную ответственность за современную биологию.
Оригинальный текст (англ.)It is accordingly justified, in my opinion, to say that Schrödinger, by formulating his wave equation, is basically responsible for modern biology.

Непосредственный вклад Шрёдингера в биологию связан с его книгой «Что такое жизнь?» (1944), основанной на лекциях, которые были прочитаны в дублинском Тринити-колледже в феврале 1943 года. Эти лекции и книга были созданы под впечатлением от статьи Николая Тимофеева-Ресовского, Карла Циммера и Макса Дельбрюка, опубликованной в 1935 году и переданной Шрёдингеру Паулем Эвальдом в начале 1940-х годов. Эта статья посвящена изучению генетических мутаций, которые возникают под действием рентгеновского и гамма-излучений и для объяснения которых авторами была развита теория мишеней. Хотя в то время ещё не была известна природа генов наследственности, взгляд на проблему мутагенеза с точки зрения атомной физики позволил выявить некоторые общие закономерности этого процесса. Работа Тимофеева — Циммера — Дельбрюка была положена Шрёдингером в основу его книги, которая привлекла широкое внимание молодых физиков. Некоторые из них (например, Морис Уилкинс) под её влиянием решили заняться молекулярной биологией.
Первые несколько глав книги «Что такое жизнь?» посвящены обзору сведений о механизмах наследственности и мутациях, в том числе идей Тимофеева, Циммера и Дельбрюка. Последние две главы содержат собственные мысли Шрёдингера о природе жизни. В одной из них автор ввёл концепцию отрицательной энтропии (возможно, восходящую ещё к Больцману), которую живые организмы должны получать из окружающего мира, чтобы скомпенсировать рост энтропии, ведущий их к термодинамическому равновесию и, следовательно, смерти. В этом, согласно Шрёдингеру, состоит одно из главных отличий жизни от неживой природы. По мнению Полинга, представление об отрицательной энтропии, сформулированное в работе Шрёдингера без должной строгости и чёткости, практически ничего не добавляет к нашему пониманию феномена жизни. Фрэнсис Саймон вскоре после выхода книги указал, что свободная энергия должна играть значительно большую роль для организмов, чем энтропия. В последующих изданиях Шрёдингер учёл это замечание, отметив важность свободной энергии, однако всё же оставил рассуждения об энтропии в этой, по выражению нобелевского лауреата Макса Перуца, «вводящей в заблуждение главе» без изменения.
В последней главе Шрёдингер возвратился к своей мысли, проходящей через всю книгу и состоящей в том, что механизм функционирования живых организмов (их точная воспроизводимость) не согласуется с законами статистической термодинамики (случайность на молекулярном уровне). По мнению Шрёдингера, открытия генетики позволяют заключить, что в ней нет места вероятностным законам, которым должно подчиняться поведение отдельных молекул; изучение живой материи, таким образом, может привести к каким-то новым неклассическим (но при этом детерминистическим) законам природы. Для решения этой проблемы Шрёдингер обратился к своей знаменитой гипотезе о гене, как апериодическом одномерном кристалле, восходящей к работе Дельбрюка (последний писал о полимере). Возможно, именно молекулярный апериодический кристалл, в котором записана «программа жизни», позволяет избежать трудностей, связанных с тепловым движением и статистическим беспорядком. Однако как показало дальнейшее развитие молекулярной биологии, для развития этой области знания было достаточно уже существующих законов физики и химии: трудности, о которых рассуждал Шрёдингер, разрешаются при помощи принципа комплементарности и ферментативного катализа, позволяющего нарабатывать большие количества того или иного вещества. Признавая роль книги «Что такое жизнь?» в деле популяризации идей генетики, Макс Перуц, однако, пришёл к следующему выводу:

…внимательное изучение его [Шрёдингера] книги и связанной литературы показало мне, что то, что было правильным в его книге, не было оригинальным, а большая часть оригинального, как было известно ещё к моменту написания книги, не было правильным. Более того, книга игнорирует некоторые решающие открытия, которые были опубликованы перед тем, как она отправилась в печать.
Оригинальный текст (англ.)…a close study of his book and of the related literature has shown me that what was true in his book was not original, and most of what was original was known not to be true even when the book was written. Moreover, the book ignores some crucial discoveries that were published before it went into print.

## Философские взгляды
В 1960 году Шрёдингер вспоминал о времени после окончания Первой мировой войны:

Я намеревался преподавать теоретическую физику, приняв в качестве образца превосходные лекции моего любимого учителя Фрица Хазенёрля, погибшего на войне. В остальном же предполагал заниматься философией. В то время я углубился в изучение трудов Спинозы, Шопенгауэра, Рихарда Земона и Рихарда Авенариуса… Ничего из этой затеи не получилось. Я был вынужден остаться при теоретической физике и, к моему удивлению, из этого иногда кое-что выходило.
— Э. Шрёдингер. Мой взгляд на мир. — М.: Либроком, 2009. — С. 7.
Лишь после приезда в Дублин он смог уделить философским вопросам достаточно внимания. Из-под его пера вышел ряд работ не только по философским проблемам науки, но и общефилософского характера — «Наука и гуманизм» (1952), «Природа и греки» (1954), «Разум и материя» (1958) и «Мой взгляд на мир», сочинение, законченное им незадолго до смерти. Особое внимание Шрёдингер уделял античной философии, которая привлекала его своим единством и тем значением, которое она могла сыграть для решения проблем современности. В связи с этим он писал:

С помощью серьёзной попытки возвратиться в интеллектуальную среду античных мыслителей, гораздо меньше знавших то, что касается действительного поведения природы, но также зачастую значительно менее предвзятых, мы можем вновь обрести у них свободу мысли, хотя бы, возможно, для того, чтобы использовать её, с нашим лучшим знанием фактов, для исправления их ранних ошибок, которые всё ещё могут ставить нас в тупик.
— Э. Шрёдингер. Природа и греки. — Ижевск: РХД, 2001. — С. 18.
В своих трудах, обращаясь также к наследию индийской и китайской философии, Шрёдингер пытался с единых позиций взглянуть на науку и религию, человеческое общество и проблемы этики; проблема единства представляла один из основных мотивов его философского творчества. В работах, которые можно отнести к философии науки, он указывал на тесную связь науки с развитием общества и культуры в целом, обсуждал проблемы теории познания, участвовал в дискуссиях по проблеме причинности и модификации этого понятия в свете новой физики. Обсуждению и анализу конкретных аспектов философских взглядов Шрёдингера по различным вопросам посвящён ряд книг и сборников статей. Хотя Карл Поппер называл его идеалистом, в своих работах Шрёдингер последовательно отстаивал возможность объективного изучения природы:

Широко распространено учёное мнение, что объективную картину мира, как её понимали прежде, вообще получить невозможно. Только оптимисты среди нас (к которым я причисляю и себя) считают, что это — философская экзальтация, признак малодушия перед лицом кризиса.

## Награды и членства
- Премия Хайтингера (1920)
- Медаль Маттеуччи (1927)
- Нобелевская премия по физике (1933)
- Медаль Макса Планка (1937)
- Орден «За заслуги перед Федеративной Республикой Германия»
- Премия Эрвина Шрёдингера (1956)
- Австрийский почётный знак «За науку и искусство» (1957)
- Член Австрийской академии наук, Прусской академии наук (1929), Академии наук СССР (почётный член с 1934, член-корреспондент с 1928)[67], Лондонского королевского общества (1949)[68], Папской академии наук (1936)[69], Ирландской королевской академии (1940), Испанской королевской академии наук

## Память
- Имя Шрёдингера носит один из кратеров на Луне, лунная долина Шрёдингера и астероид (13092 Schrödinger).
- В физике и квантовой механике его имя носит квантовый парадокс кот Шрёдингера, а также ряд других понятий: уравнение Шрёдингера, представление Шрёдингера, соотношение Робертсона — Шрёдингера, оператор Шрёдингера, нелинейное уравнение Шрёдингера, группа Шрёдингера.
- В 1983 году в Австрии были выпущены банкноты достоинством в 1000 шиллингов с портретом Шрёдингера. Они находились в обращении до перехода страны на евро.
- Имя Шрёдингера носят одна из венских площадей (Schrödingerplatz), здание центральной естественнонаучной библиотеки Берлинского университета (Erwin-Schrödinger-Zentrum), основанный в 1993 году венский Институт математической физики (Erwin-Schrödinger-Institut für Mathematische Physik).
- В 1956 году Австрийская академия наук учредила премию имени Эрвина Шрёдингера (нем. Erwin Schrödinger-Preis), первым лауреатом которой стал он сам. Всемирная ассоциация теоретической и вычислительной химии (World Association of Theoretical and Computational Chemists) вручает медаль Шрёдингера «выдающемуся химику-вычислителю, который ранее не удостаивался этой награды»[70].
- Изображён на австрийской почтовой марке 1987 года.

## Сочинения

### Книги
- E. Schrödinger. Abhandlungen zur Wellenmechanik. — Leipzig, 1927.
- E. Schrödinger. Vier Vorlesungen über Wellenmechanik. — Berlin, 1928.
  - Русский перевод: Э. Шрёдингер. Четыре лекции по квантовой механике. — Харьков — Киев, 1936.
- E. Schrödinger. Über Indeterminismus in der Physik. Zwei Vorträge zur Kritik der naturwissenschaftlichen Erkenntnis. — Leipzig, 1932.
- E. Schrödinger. What Is Life? The Physical Aspect of the Living Cell. — Cambridge: University Press, 1944.
  - Русский перевод: Э. Шрёдингер. Что такое жизнь? Физический аспект живой клетки. — 3-е изд. — Ижевск: РХД, 2002.
- E. Schrödinger. Statistical Thermodynamics. — Cambridge: University Press, 1946.
  - Русский перевод: Э. Шрёдингер. Статистическая термодинамика. — Ижевск: РХД, 1999.
- E. Schrödinger. Gedichte. — Bonn, 1949. — томик поэзии Шрёдингера
- E. Schrödinger. Space-Time Structure. — Cambridge: University Press, 1950.
  - Русский перевод: Э. Шрёдингер. Пространственно-временная структура Вселенной. — М.: Наука, 1986.
- E. Schrödinger. Science and Humanism. — Cambridge: University Press, 1952.
  - Русский перевод: Э. Шрёдингер. Наука и гуманизм. — Ижевск: РХД, 2001.
- E. Schrödinger. Nature and the Greeks. — Cambridge: University Press, 1954.
  - Русский перевод: Э. Шрёдингер. Природа и греки. — Ижевск: РХД, 2001.
- E. Schrödinger. Expanding Universes. — Cambridge: University Press, 1956.
  - Русский перевод: Э. Шрёдингер. Пространственно-временная структура Вселенной. — М.: Наука, 1986.
- E. Schrödinger. Mind and Matter. — Cambridge: University Press, 1958.
  - Русский перевод: Э. Шрёдингер. Разум и материя. — Ижевск: РХД, 2000.
- E. Schrödinger. Meine Weltansicht. — Wien, 1961.
  - Русский перевод: Э. Шрёдингер. Мой взгляд на мир. — М.: Либроком, 2009.

### Основные научные статьи
- E. Schrödinger. Studien über Kinetik der Dielektrika, den Schmelzpunkt, Pyround Piezoelektrizität // Sitzungsberichte der Akademie der Wissenschaften der Wien. — 1912. — Vol. 121. — P. 1937—1973.
- E. Schrödinger. Über die Schärfe der mit Röntgenstrahlen erzeugten Interferenzbilder // Physikalische Zeitschrift. — 1914. — Vol. 15. — P. 79—86.
- E. Schrödinger. Grundlinien einer Theorie der Farbenmetrik im Tagessehen (Erste Mitteilung) // Annalen der Physik. — 1920. — Vol. 368 (63). — P. 397—426.
- E. Schrödinger. Grundlinien einer Theorie der Farbenmetrik im Tagessehen (Zweite Mitteilung) // Annalen der Physik. — 1920. — Vol. 368 (63). — P. 427—456.
- E. Schrödinger. Grundlinien einer Theorie der Farbenmetrik im Tagessehen (Dritte Mitteilung) // Annalen der Physik. — 1920. — Vol. 368 (63). — P. 481—520.
- E. Schrödinger. Über eine bemerkenswerte Eigenschaft der Quantenbahnen eines einzelnen Elektrons // Zeitschrift für Physik. — 1922. — Vol. 12. — P. 13—23.
- E. Schrödinger. Quantisierung als Eigenwertproblem (Erste Mitteilung) // Annalen der Physik. — 1926. — Vol. 384 (79). — P. 361—376. Русский перевод: Э. Шрёдингер. Квантование как задача о собственных значениях (первое сообщение) // УФН. — 1977. — Т. 122. — С. 621—632.
- E. Schrödinger. Quantisierung als Eigenwertproblem (Zweite Mitteilung) // Annalen der Physik. — 1926. — Vol. 384 (79). — P. 489—527.
- E. Schrödinger. Über das Verhältnis der Heisenberg-Born-Jordanschen Quantenmechanik zu der meinem // Annalen der Physik. — 1926. — Vol. 384 (79). — P. 734—756.
- E. Schrödinger. Quantisierung als Eigenwertproblem (Dritte Mitteilung) // Annalen der Physik. — 1926. — Vol. 385 (80). — P. 437—490.
- E. Schrödinger. Quantisierung als Eigenwertproblem (Vierte Mitteilung) // Annalen der Physik. — 1926. — Vol. 386 (81). — P. 109—139.
- E. Schrödinger. Über die Kraftfreie Bewegung in der relativistischen Quantenmechanik // Sitzungsberichte der Preussischen Akademie der Wissenschaften. — 1930. — P. 418—428.
- E. Schrödinger. Die gegenwärtige Situation in der Quantenmechanik // Naturwissenschaften. — 1935. — Vol. 23. — P. 807—812, 823—828, 844—849.
- E. Schrödinger. The proper vibrations of the expanding Universe // Physica. — 1939. — Vol. 6. — P. 899—912.
- E. Schrödinger. The final affine field laws // Proceedings of the Royal Irish Academy A. — 1947. — Vol. 51. — P. 163—179.

### Некоторые работы в русском переводе
- Э. Шрёдингер. Волновая теория механики атомов и молекул // УФН. — 1927. — Т. 7. — С. 176—201.
- Э. Шрёдингер. Основная идея волновой механики // В. Гейзенберг, П. Дирак, Э. Шрёдингер. Современная квантовая механика. Три нобелевских доклада. — Л.—М.: ГТТИ, 1934. — С. 37—60.
- Э. Шрёдингер. Новые пути в физике: Статьи и речи. — М.: Наука, 1971.
- Э. Шрёдингер. [publ.lib.ru/ARCHIVES/SH/SHREDINGER_Ervin/Shredinger_E._Izbrannye_trudy_po_kvantovoy_mehanike.(1976).%5Bdjv%5D.zip Избранные труды по квантовой механике]. — М.: Наука, 1976.
- Э. Шрёдингер. Компоненты энергии гравитационного поля // Эйнштейновский сборник 1980—1981. — М.: Наука, 1985. — С. 204—210.
- Э. Шрёдингер. Пространственно-временная структура Вселенной. — М.: Наука, 1986. — 224 с.
- Э. Шрёдингер. Разум и материя. — Ижевск: НИЦ «Регулярная и хаотическая динамика», 2000. — 96 с. — ISBN 5-93972-025-0.
- Э. Шрёдингер. Лекции по физике. — Ижевск: НИЦ «Регулярная и хаотическая динамика», 2001. — 160 с. — ISBN 5-93972-030-7.
- Э. Шрёдингер. Природа и греки. — Ижевск: НИЦ «Регулярная и хаотическая динамика», 2001. — 80 с. — ISBN 5-93972-096-X.
- Э. Шрёдингер. Наука и гуманизм. — Ижевск: НИЦ «Регулярная и хаотическая динамика», 2001. — 63 с.
- Э. Шрёдингер. Что такое жизнь? Физический аспект живой клетки. — М.—Ижевск: НИЦ «Регулярная и хаотическая динамика», 2002. — 92 с.
- Э. Шрёдингер. Мой взгляд на мир. — М.: Книжный дом «ЛИБРОКОМ», 2008. — 152 с. — ISBN 978-5-397-00430-5.
- Э. Шрёдингер. Что такое жизнь с точки зрения физики?. — М.: РИМИС, 2009. — 176 с. — ISBN 978-5-9650-0057-9.

### Книги
- W. T. Scott. Erwin Schrödinger: an introduction to his writings. — Amherst: University of Massachusetts Press, 1967.
- M. Jammer. The philosophy of quantum mechanics. — John Wiley & Sons, 1974.
- Макс Джеммер. Эволюция понятий квантовой механики / Пер. с англ. / Под ред. Л. И. Пономарёва. — М.: Наука, 1985. — 384 с.
- Д. Хоффман. Эрвин Шрёдингер. — М.: Мир, 1987.
- Schrödinger: Centenary Celebration of a Polymath / ed. C. W. Kilmister. — Cambridge: University Press, 1989.
- W. J. Moore. Schrödinger: Life and Thought. — Cambridge: University Press, 1989.
- Erwin Schrödinger: Phylosophy and the Birth of Quantum Mechanics / ed. M. Bitbol, O. Darrigol. — Editions Frontiers, 1992.
- Erwin Schrödinger's world view: the dynamics of knowledge and reality / ed. J. Götschl. — Dordrecht: Kluwer Academic Publishers, 1992.
- W. J. Moore. A Life of Erwin Schrödinger. — Cambridge: University Press, 1994.
- M. Bitbol. Schrödinger's philosophy of quantum mechanics. — Dordrecht: Kluwer Academic Publishers, 1996.

### Статьи
- W. Heitler. Erwin Schrödinger // Biographical Memoirs of the Fellows of the Royal Society. — 1961. — Vol. 7. — P. 221—228.
- Л. С. Полак. Эрвин Шрёдингер и возникновение квантовой механики // Э. Шрёдингер. Избранные труды по квантовой механике. — М.: Наука, 1976. — С. 347—392.
- Храмов Ю. А. Шрёдингер Эрвин (Schrodinger Erwin) // Физики : Биографический справочник / Под ред. А. И. Ахиезера. — Изд. 2-е, испр. и доп. — М. : Наука, 1983. — С. 302. — 400 с. — 200 000 экз.
- P. K. Hoch, E. J. Yoxen. Schrdinger at Oxford: A hypothetical national cultural synthesis which failed // Annals of Science. — 1987. — Vol. 44. — P. 593—616.
- Эрвин Шрёдингер // Лауреаты Нобелевской премии: Энциклопедия. — М.: Прогресс, 1992.
- D. B. McLay. Lise Meitner and Erwin Schrödinger: Biographies of Two Austrian Physicists of Nobel Stature // Minerva. — 1999. — Vol. 37. — P. 75—94.
- J. Mehra. Erwin Schrödinger and the Rise of Wave Mechanics (in three parts) // J. Mehra. The Golden Age of Theoretical Physics. — Singapore: World Scientific, 2001. — P. 706—871.
- J. Mehra. The Einstein — Bohr debate on the completion of quantum mechanics and its description of reality // J. Mehra. The Golden Age of Theoretical Physics. — Singapore: World Scientific, 2001. — P. 1274—1318.
- A. T. Domondon. Bringing physics to bear on the phenomenon of life: the divergent positions of Bohr, Delbrück, and Schrödinger // Studies in History and Philosophy of Science Part C. — 2006. — Vol. 37. — P. 433—458.
- Визгин Вл. П., Томилин К. А. Шрёдингер // Новая философская энциклопедия : в 4 т. / пред. науч.-ред. совета В. С. Стёпин. — 2-е изд., испр. и доп. — М. : Мысль, 2010. — 2816 с.